# St.-Peter-und-Paul-Kirche (Pawłów Trzebnicki)
Die St.-Peter-und-Paul-Kirche (polnisch Kościół Rzymskokatolicki pw. św. Piotra i Pawła) ist ein Kirchengebäude im polnischen niederschlesischen Pawłów Trzebnicki, dem ehemaligen Pawellau, in der Gmina Prusice im Powiat Trzebnicki (Kreis Trebnitz). Die ehemals evangelische Kirche dient seit dem Ende des Zweiten Weltkriegs als Filialkirche der Pfarrei św. Michała Archanioła im Dekanat Trzebnica des Erzbistums Breslau.

## Geschichte und Architektur
In Pawellau gab es wohl schon seit dem Ende des 13. Jahrhunderts eine Kirche, die als Filialkirche der Pfarrkirche in Trebnitz unterstand. Noch vor 1540 ging die Stadtkirche mitsamt den Filialkirchen im Landgebiet zur Reformation über, nur das Stift Trebnitz blieb katholisch. Im Rahmen der schlesischen Gegenreformation mussten 1671 alle Kirchen des Stiftsgebiets, so auch die von Pawellau, wieder an die römisch-katholische Kirche übergeben werden. 1691 wurde sie zur Pfarrkirche erhoben. Schon 1708 wurde die Kirche auf Grundlage der Altranstädter Konvention jedoch wieder an die evangelische Gemeinde übergeben, die sich im Verborgenen gehalten hatte. Noch im selben Jahr entschied sich die Gemeinde zu einem Neubau; die alte Kirche wurde abgetragen und eine Fachwerkkirche errichtet, die 1709 eingeweiht wurde. Im 19. und frühen 20. Jahrhundert gehörte die Gemeinde zum Kirchenkreis Trebnitz der preußischen Kirchenprovinz Schlesien. Zum 200-jährigen Bestehen der Kirche wurde eine größere Renovierung durchgeführt und eine Festschrift veröffentlicht.
Der Kirchenbau ist ein Beispiel für eine verhältnismäßig seltene Zentralanlage. An vier Seiten des achteckigen Grundrisses springen Anbauten vor. Das Dach läuft in ein Kuppeltürmchen mit offenem Glockenstuhl aus. Im Inneren zieht sich eine doppelte Emporenreihe durch den ganzen Raum.